# Inkerman
Inkerman (în ucraineană: Інкерман, rusă: Инкерман, tătară: İnkerman), este un oraș în Crimeea – Ucraina. Este situat la 5 km est de Sevastopol, la gurile râului Ciorna. Din punct de vedere administrativ, Inkerman este subordonat municipiului Sevastopol. Orașul este localitate a Republicii Autonome Crimeea. 
În vremea sovietică, orașul a mai fost cunoscut și cu numele de Belokamensk, dar de la disoluția URSS-ului, orașul a revenit la vechiul nume. 

Harta regiunii Sevastopolului

Zona a fost locuită din timpuri străvechi. Mănăstirea din peștera Sfântului Clement a fost construită între secolele al VII-lea și al IX-lea. Mânăstirea a fost distrusă în perioada sovietică, dar în momentul de față se fac eforturi pentru renovarea și redarea în folosul credincioșilor. În secolul al XIV-lea, pe dealul care străjuiește Inkermanul, a fost construită fortăreața Kalamita. 
Poziția strategică deosebită a făcut ca în anul 1854, în timpul războiului Crimeii, aici să se poarte două importante bătălii: bătălia de la Inkerman și bătălia de pe râul Ciornaia. În amândouă bătăliile, trupele alianței franco-britanice au învins pe cele imperiale ruse.
Începând cu vremurile sovietice, în zona orașului, sub un promontoriu stâncos, a fost construite magaziile de muniții ale Flotei Mării Negre. Depozitul a fost abandonat la sfârșitul celui de-al optulea deceniu al secolului al XX-lea, după un accident care a făcut să explodeze o parte a muniției, dar o bună parte a muniției nu a fost evacuată. Militarii armatei naționale ucrainene au început în anul 2000 un program de colectare și distrugere a muniției părăsite în fostele depozite sovietice. 
Orașul Inkerman a încetat să mai fie un oraș important pe harta militară a Ucrainei, în momentul de față fiind socotit doar o suburbie a Sevastopolului. În schimb, Inkerman este unul dintre centrele cu cele mai importante crame ale Crimeii.